# Kim Jae-yup
Kim Jae-yup (Koreaans: 김 재엽) (Daegu, 17 mei 1965) is een voormalig Koreaans judoka. Kim verloor in 1984 de olympische finale van de Japanner Shinji Hosokawa. Drie jaar later tijdens de wereldkampioenschappen judo 1987 troffen beiden judoka's elkaar weer in de finale ditmaal won Kim. Tijdens de Olympische Zomerspelen van 1988 in Seoel verloor Hosokawa in de halve finale waardoor er geen herhaling kwam van de finale vier jaar eerder. Kim won de finale tegen de Amerikaan Kevin Asano.

## Resultaten
- Olympische Zomerspelen 1984 in Los Angeles  in het extra lichtgewicht
- Wereldkampioenschappen judo 1987 in Essen  in het extra lichtgewicht
- Olympische Zomerspelen 1988 in Seoel  in het extra lichtgewicht

1980: Thierry Rey ·
1984: Shinji Hosokawa ·
1988: Kim Jae-yup ·
1992: Nasim Gusseinov ·
1996: Tadahiro Nomura ·
2000: Tadahiro Nomura ·
2004: Tadahiro Nomura ·
2008: Choi Min-ho ·
2012: Arsen Galstjan ·
2016: Beslan Moedranov ·
2020: Naohisa Takato ·
2024: Yeldos Smetov
- Virtual International Authority File: 767144928061954340061